# 八森銀山
八森銀山（はちもりぎんざん）は、かつて秋田県山本郡八森村（後に八森町、現在の八峰町）にあった銀山。小入川上流と真瀬川上流に夾まれた山中に広がって存在する。江戸時代初期には久保田藩内で院内銀山に次いで銀を産出し、同藩の財政を支えた。
藩政時代には、小入川上流の鉱山は小入川銀山と言い、真瀬川上流の鉱山は真瀬内銀山と言ったという。

## 歴史
1821年（文政4年）に7代目米山仁左衛門が著した『八森古銀山覚』によれば、八森銀山が開発されたのは室町時代の1464年（寛正5年）であったという。多郎兵衛という金堀が秋田から津軽に金山を探しにいき、小入川村近辺を通った時に、小入川の奥に金銀銅鉛山がある山模様を遠くから見て、小入川の河原で掛砂を試したところ、金銀の両方を得た。川上に登って調査すると、五郎坂の下まで金山があり、そこから川上は銀山ばかりであった。多郎兵衛は下野田川原で銀山の落石を発見し、西平の内川原から鑿手の方平よりに有望な岩があったので、採鉱したところ相当な銀鉱石を採取できた。そのため、多郎兵衛平に開闢の場所があるとされた。そこから、林西長根や上野田あたりまで採鉱したと伝わっている。その後、林西鋪で越前忠兵衛が百貫目の銀柱を掘った。これも同年の開闢であると伝わっているが、古来より書き留めた書物は火災で焼失している。ただ、1726年（享保11年）5代清左衛門が41歳の時には、この間の年数が163年になったと古翁から聞き取りをしている。その後、梅屋勘兵衛や出雲治右衛門、浦部当座らが開発に携わっていたが、書き留められた文書が無いのでその年号や年数は不明である。
江戸時代、大名領内で産出した金銀は、藩主が江戸幕府から拝領するという原則が採られており、運上産出の金銀は久保田藩主が将軍から拝領するという形式で返賜されている。大正版『秋田県史』には『秋田領内諸金山箇所年数帳』が記載されており、それによって八森銀山の産出量、請負師、経営方式などを確認することができる。
1622年（元和8年）正月の『山々御運上壱紙帳目録』によれば、当時の鉱山の経営は、藩直営の「直山」と山師が請け負いをする「請山」に分けられ、さらに直山の経営は掘分山と諍山に分けられていた。『鉱山至宝要録』によれば、掘分山とは山師がそれぞれの鋪（坑道のひと区切り）について、その鋪から出た鉑（原鉱）の代銀を藩との間で折半する方法で、一定以上その鉑の代銀が達しない時には、山師がその代銀の全てを入手するというものであった。諍山とは、それぞれの鋪について日数を限って山師に運上の諍（あらそい）を行わせて、その入札額の高い山師に請け負わせるというものであった。しかし、一旦盛りを過ぎた鋪については、一定以上の良い弦（鉱床）に当たるまでは、その請負を山師に請け負わせて、その間に採掘した鉑の全てを与えた。これを切り取りという。『鉱山至宝要録』では延沢銀山から始まった掘分の制度が八森銀山や院内銀山、大葛鉱山、畠鉱山に広がったとしている。古くは運上山（税を納めることで運用）であった鉱山が、山の衰えとともに掘分山になったと記されている。
八森銀山は、1627年（寛永4年）には奉行山として稼行され、寛永6年まで山況はすこぶる好調であった。『梅津政景日記』によれば、開山と共に山師41人が集まり、家数18戸、人数100人であった。それが翌年5月には、家数70戸、人数7～800人、寛永6年6月には家数122戸、人数2500～3000人で間歩小屋が33軒を数えた。寛永6年には米価が銀1匁4升から5升に引き下げられ、米の販売量も寛永5年5月には1日に平均3石であったものが寛永6年には1日平均20石に達した。銀山のその後の動向は明らかではないが、おそらく寛永年末にかけて衰退していったものと思われる。『秋田県史』では、八森銀山の繁栄は寛永年間の20年間だとしているが、『八森町史』ではそれは明記した記録が無く、『梅津政景日記』などからの推測ではないかとしている。その証拠に、各種の文書を根拠に繁栄は80年は続いたのではないかとしている。
1694年（元禄7年）、1704年（宝永元年）には大地震があり、前者では384人、後者では1000人余の死者を出した。このように鉱山内で被害があった反面、排水問題が解決し間歩が再生した。
『八森古銀山覚』には宝暦年間の出銀覚が記録されている。それによると、1758年（宝暦8年）には69貫、宝暦9年には65貫、宝暦10年には49貫程度の出銀であった。『秋田沿革史大成』の1872年（明治4年）の金銀山損益調によると、飯米料3百石で1350両、諸経費600両に対し、出銀が142貫目で、10694両となっている。幕末の八森銀山については、廃山同様に衰退していたという表現はあるが、実際には明治にも鉱山は繋がっており、家数は100戸も残っていた。そのため、1882年（明治14年）に響村の畠山雄三が、1886年（明治18年）には三井が再開を図ったとも考えられる。
船遊亭扇橋は、1843年8月29日八森銀山で落語の興業をした。『奥のしをり』に「ここから小入川という村に出た。ここから岩館銀山と道が二つに分かれていて、我らはここから二町ほどの八森銀山に行った。支配人の加賀谷五左衛門殿にあいさつし、役宅に落ち着いて二晩座敷興行をした。ここには鉱山役所の手代、鉱山主、そのほか鉱山関係者の家が三十軒もある。もっとも、鉱山主というのは焼山といって、三里余も山を登った所に仕事場があり、ここに登れば前は海で、南には能代まで一望し、北は大間越から深浦まで見下ろすことができるという。」と記録している。
明治維新時には、岩館には70戸で400人（漁業）、小入川には30戸で200人（漁業）程度の人口があり、銀山には100戸程度の家が残っていた。明治14年には畠山雄三銀の採鉱が始められたが、2年で終わる。明治18年には三井によって大々的に採掘や精錬が行われるが、これも2年で終わる。50戸ほどに減った戸数も、ニシンの不漁が影響し離山者が相次いだ。空き家になって朽ちた長屋もその後の火災で全焼し、銀山には人の影がなくなった。
明治16年1月には福島県信夫郡福島町の村井定吉が、明治21年には岩館村の須藤三四郞が試掘をしている。明治24年7月には古河家の所有になり、僅少の人数で操業した。その頃は、水沢鉱山の支山であったが、明治27年7月からは八森銀山が本山になった。採鉱された鉱石は八森町の上内浜に送り、そこから能代東雲精錬所に送られた。しかし、明治33年の「日本鉱山地」では「目下ほとんど休業の状態にある」と記されている。
八森銀山が廃山した明治時代以降、岩館海岸ではニシン漁が盛んになった。（ニシンは1848年に初めてとれ、野上国佐の指導のおかげであると噂された。）銀山の人々も岩館や小入川の親類知己を頼って世話になり、ニシン漁にかかり楽な生活をするようになった。早朝洗顔をすると直ぐにニシン網の繕人として30-40人も山から毎日かよって来た。当時はニシン景気で岩館集落でも皆楽な生活をしていた。田植えを過ぎた頃には、月に3回以上も当座の坊、三味線ひき、流行歌師、人形芝居などが来て、賑やかに木戸を張って見せたものであった。

## 山神さま
寛永年間には明神社と山神社、稲荷神社の三堂が、御番所の川向かいに建てられてたが、それが腐朽したので、宝暦10年に阿仁でお堂を作って送らせ、手代頭屋敷を新社地として、銀山にあった寺院の宅蔵院、常楽院、正覚院の住職が祈祷して遷宮した。
毎月10日には小豆飯をお供えしていたが、一切手がついていない。出銀が少なく、人々の心配が募るばかりであった。宝暦12年、思いあまって最上八聖山に願掛けをしたら、新社遷宮が不調法であったからのこと。9月12日に綴子から般若院英泉ら10人ばかり呼んでご祈祷のしなおしをした。その晩、七ッ時になって古社で「コーン、コン、コン」と三声、狐の鳴き声がしたので皆は安堵したが、銀山はあたらなかった。
現在山神社は写真の標柱の後ろに朽ちて存在する。標柱は平成8年3月に八森町教育委員会よって建てられた。写真に小さく写っている2基の石灯籠は1847年（弘化4年）4月12日の日付が彫られている。
山神社からの下流の平坦地には、江戸時代には町並みが広がっており、銀山京町と言われていた。寺院も竜泉寺、林徳寺など複数あった。

## 参考資料
- 秋田藩領北部諸鉱山の研究